# Дивиза-Алегри
Дивиза-Алегри (порт. Divisa Alegre) — город и муниципалитет в Бразилии, входит в штат Минас-Жерайс. Составная часть мезорегиона Север штата Минас-Жерайс. Входит в экономико-статистический микрорегион Салинас. Население составляет 5780 человек на 2007 год. Занимает площадь 118,477 км². Плотность населения — 45,4 чел./км².
Праздник города — 22 декабря.

## История
Город основан 22 декабря 1995 года. 

## Статистика
- Валовой внутренний продукт на 2003 год составляет 22 718 714,00 реалов (данные: Бразильский институт географии и статистики).
- Валовой внутренний продукт на душу населения на 2003 год составляет 4438,98 реалов (данные: Бразильский институт географии и статистики).
- Индекс развития человеческого потенциала на 2000 год составляет 0,656 (данные: Программа развития ООН).

## География
Климат местности: тропический.